# Il reggimento parte all'alba
nessuno sa quanti sono, e nessuno sa neanche quale sia il suo reggimento, eppure i reggimenti sono stanca morta.
[...]. Però quando un reggimento parte, chi gli appartiene, pure lui deve partire. Altri dicono invece che si tratti di navi. 
[...]Ma reggimento o bastimento è lo stesso, il fatto è che un bel giorno ciascuno di noi deve partire.»
(Dino Buzzati da Il reggimento parte all'alba)
Il reggimento parte all'alba è una raccolta di racconti di Dino Buzzati pubblicata postuma per la prima volta nel 1985. Alcuni degli scritti presenti apparvero in precedenza su giornali quali Il Giornale, Corriere della Sera, Il Racconto, La Stampa e il Gazzettino.
La raccolta trae il titolo dal primo racconto e dall'importanza simbolica del "reggimento". Come sottotitolo, Buzzati pare prevedesse la scelta tra L'ultima volta e La morte borghese. Nel 2018, il libro viene ripubblicato in una nuova edizione basata sul confronto col manoscritto contenuto in un'agenda, rivista e riordinata attraverso un raffronto con le pagine autografe, con pezzi inediti.

## Racconti
- Il reggimento parte all'alba
- A tutti
- Silvio Craveri, Nino Scandurra, Giuliano Toffolo, studenti
- Nicoletto Serrantini
- [senza titolo]
- Rodrigo Zenon, dirigente
- Perché
- Wladimiro Ferraris, ispettore capo delle Dogane
- Un giovanotto premuroso
- Alfredo Brilli, commercialista
- Alex Roi, regista
- Collettivo
- Stefano Caberlot, scrittore
- Celso Bibbiena, tessuti d'arte
- Galileo Tani, libraio
- I pescatori
- Oscar de Jana, enologo
- Il rospo
- Duilio Ronconi, possidente
- L'ultima battaglia
- Ottavio Sebastiàn, vecchia fornace
- Al casello dell'autostrada
- Una partenza magnifica
- Io
- La stanza la casa
- Il filantropo
- Dove sei andata?
- Lo spirito del granaio
- Il gigante
- Scorta personale
- La mosca
- I lenti messaggeri
- I due nemici
- [senza titolo]
- 1
- 2
- 3
- 16
- 17
- 18
- Il corredo

## Contenuto
Unico filo conduttore dei racconti presenti, scritti durante gli ultimi mesi di vita di Buzzati, è la morte, un pensiero fisso che si ritrova anche in tutti i suoi scritti precedenti, ma che essendo ora imminente anche per l'autore, si fa più insistente. 
Essa è rappresentata dall'autore con un simbolo preso dall'ambiente militare: "il reggimento in partenza". Tutti appartengono ad uno degli innumerevoli reggimenti ma a nessuno è dato sapere quale sia il proprio e dove esso sia. Per questo reggimento non esistono disertori, non aspetta saluti di addio e all'ultimo momento, proprio alla partenza, non è possibile portare niente, nessun corredo, nessuna valigia ("Il corredo").
Nessuno pensa mai che morirà, gli uomini credono sempre di vivere in eterno, ma il reggimento non risparmia nessuno, neanche i bambini, come nel racconto "Nicoletto Serrantini". La morte non fa distinzione tra giovani, anziani, commercialisti, librai o uomini d'affari, che pur essendo stati importanti dirigenti, rispettati e stimati da tutti, nel momento della morte non sono più niente, non sono più nessuno, il reggimento non fa sconti, il reggimento non aspetta ("Rodrigo Zenon, dirigente"). La morte di una persona ne cancella il ricordo negli altri, anche del più famoso dei registi ("Alex Roi, regista").
Ogni racconto pur avendo come trama lo stesso argomento, offre sempre nuovi spunti di riflessione, così come nel racconto "Collettivo", in cui si fa strada una profonda riflessione sulla guerra, sulle malattie, sulla morte: a volte possono partire tanti reggimenti, tutti insieme contemporaneamente e ciascuno molto numeroso. Accade in periodo di guerre e pestilenze e in questi casi a partire sono tristemente in particolare i giovani.
Il racconto "Stefano Caberlot, scrittore" deriva da racconti scritti molti anni prima. Stefano, che altri non è che lo stesso Buzzati, si accorge che le bugie dette dal suo medico per nascondergli la sua morte imminente, sono le stesse che egli stesso aveva fatto dire ad un medico di un suo racconto. I dottori minimizzano la gravità della situazione, come nei suoi libri, ma lui sa, lui è esperto del ramo e non può essere ingannato.
Accanto al "reggimento in partenza" Buzzati utilizza un altro simbolo: "l'avviso di partenza". L'avviso è imprevedibile, nessuno pensa alla morte fino al momento in cui è destinatario del messaggio, dell'annuncio della propria partenza. L'avviso può prendere infinite e particolarissime forme. La morte può essere annunciata da un rospo già visto molte volte ("Il 
rospo"), da una trota gigantesca e mostruosa pescata nel lago da uno sconosciuto ("I pescatori"), da un casellante dell'autostrada che consegna i biglietti con l'avviso di partenza agli automobilisti di passaggio ("Oscar de Jana, enologo") o da una mosca fastidiosa che con il suo ronzio avvelena la stanza ("La mosca").
Gli ultimi racconti in particolare sono brevissimi, sono pensieri, riflessioni, piccoli istanti di vita e di morte.

## Edizioni
- Il reggimento parte all'alba, Introduzione di Indro Montanelli, premessa di Guido Piovene, Milano, Frassinelli, 1985, ISBN 88-76-84023-0.
- Il reggimento parte all'alba, Milano, Frassinelli, 1996, ISBN 88-7684-397-3.
- Il reggimento parte all'alba, Collana Racconti d'autore, Milano, Il Sole 24 ORE, marzo 2012.
- Il reggimento parte all'alba, a cura di Lorenzo Viganò, Milano, Henry Beyle, 2018,  p. 176. [contiene testi inediti e 13 immagini dalle pagine manoscritte]